# José Díez Cuquerella
José Rafael Díez Cuquerella (n. Játiva, provincia de Valencia, 1944) es un político, abogado y fiscal español.

## Biografía
Licenciado en Derecho por la Universidad de Valencia, tras haber finalizado sus estudios universitarios comenzó trabajando como abogado y tiempo más tarde como fiscal.
En el mundo de la política entró en el año 1979 siendo candidato a la alcaldía y concejal de la Unión de Centro Democrático (UCD) en Játiva. En el año 1987, se volvió a presentar a las elecciones municipales junto a Alfonso Rus Terol por las listas del Centro Democrático y Social (CDS) en las que lograron una mayoría absoluta y en 1995 se presentaron pero con el Partido Popular logrando otra vez la victoria, Diez fue Primer Teniente de alcalde.
En el gobierno valenciano, durante ese mismo año fue nombrado Vicepresidente de la Diputación Provincial de Valencia siendo presidida por el político Manuel Tarancón Fandos que fue sucedido en la presidencia por Díez en el año 1999 debido a su nombramiento como consejero autonómico.
A la vez también ocupó el cargo de Presidente Provincial del Partido Popular de la Comunidad Valenciana y tras las Elecciones a las Cortes Valencianas de 1999 fue elegido como diputado hasta que finalizó la legislatura autonómica.
Seguidamente desde el 2003 es consejero del Consejo Jurídico Consultivo de la Comunidad Valenciana.